# 162755 Spacesora
162755 Spacesora este un asteroid din centura principală de asteroizi.

## Descriere
162755 Spacesora este un asteroid din centura principală de asteroizi. A fost descoperit pe 28 noiembrie 2000 la Kuma Kogen de Akimasa Nakamura. Asteroidul prezintă o orbită caracterizată de o semiaxă mare de 2,42 ua, o excentricitate de 0,12 și o înclinație de 5,3° în raport cu ecliptica.